# Valþjófsflokkr
Valþjófsflokkr (Flokkr de Valþjóf) es un poema en nórdico antiguo sobre el jarl Valþjóf de Huntingdon y Northumbria, un caudillo noble de la antigua Inglaterra. Fue escrita por el escaldo de islandés Þorkell Skallason en el siglo XI. Valþjóf es descrito como un noble y fiero guerrero (Odín en la batalla), caído en desgracia y ejecutado por orden de Guillermo el Conquistador. De hecho el poema presenta a Guillermo como un traidor que decepciona a los nobles de origen escandinavo por actuar en una situación de tregua.
La obra testifica que el nórdico antiguo se podía entender en la antigua Inglaterra, pese a los complicados giros, metáforas y kennings de la poesía escáldica escandinava.